# نانسی (الیور توئیست)
نانسی نام یکی از شخصیت‌های داستان الیور توئیست نوشتهٔ چارلز دیکنز است؛ او دلباختهٔ بیل اسکایس است و همه او را نانس (Nance) صدا می‌کنند.
در تمامی فیلم‌ها و نمایش نامه‌های ساخته شده از روی داستان الیور توئیست، بازیگر نقش نانسی یک جامهٔ قرمز بر تن دارد.

## پیشینه
سن دقیق نانسی در کتاب نوشته نشده، ولی فاگین او را هم مانند الیور از ۱۲ سالگی وادار به دزدی کرده بود.
او یکی از آدم‌های باند فاگین است که پس از دزدی به روسپی گری روی می‌آورد و در داستان از او به نام بسیار خوش هیکل و دلچسب یاد شده.
نانسی همواره نگهدار و سنگ صبور الیور است و مانند یک مادر مهربان به او مهر می‌ورزد، دلیل این کار یا ترحم بوده یا اینکه نانسی دوران تاریک کودکی خود را در الیور می‌دید.
نانسی شخصیتی بسیار ستم دیده‌است و در طول داستان چندین بار تا سر حد مرگ توسط بیل اسکایس یا فاگین کتک می‌خورد و در پایان هم به‌طور غیر مستقیم به دست فاگین کشته می‌شود.
نانسی در داستان الیور توئیست نماد کودکانی است که به خاطر تنگ دستی و نبود سرپرست خوب، ناچار به بزهکاری و گناه می‌شوند.
نانسی با وجود دوران تاریکی که پشت سر گذاشته بود، همواره آرزو می‌کرد که زندگی پاک به دور از گناه داشته باشد، ولی همواره تنگ دستی و ناچاری او را از آرزویش دور می‌کرد!
از سال ۱۹۲۲ تا ۲۰۱۷، ۱۶ بازیگر زن نقش نانسی را در فیلم‌ها و تئاترها ایفا کرده‌اند که از نامدارترین آن‌ها می‌توان Kerry Ellis, Leanne Rowe, Jodie Prenger و مهناز افشار را نام برد.